# Hohendorf (Bad Brambach)
Hohendorf ist ein Ortsteil der Gemeinde Bad Brambach im Vogtlandkreis in Sachsen.

## Geografische Lage
Die B 92 verläuft in geringer Entfernung vom östlichen Ortsrand. Die Grenze zu Tschechien ist in westlicher Richtung knapp 1 km und in östlicher Richtung etwas mehr als 1 km entfernt.

## Geschichte
Der Ort gehörte bis ins 19. Jahrhundert zum sächsischen Amt Voigtsberg. Am 1. Juli 1950 wurde Bärendorf eingemeindet. Am 1. Januar 1974 wurde Hohendorf nach Bad Brambach eingemeindet.

## Entwicklung der Einwohnerzahl
| Jahr    | Einwohnerzahl                 |
| ------- | ----------------------------- |
| 1548/51 | 11 besessene Mann             |
| 1764    | 15 besessene Mann, 32/3 Hufen |
| 1834    | 221                           |
| 1871    | 270                           |

| Jahr | Einwohnerzahl |
| ---- | ------------- |
| 1890 | 221           |
| 1910 | 217           |
| 1925 | 190           |
| 1939 | 196           |

| Jahr   | Einwohnerzahl |
| ------ | ------------- |
| 1946   | 225           |
| 1950 1 | 353           |
| 1964 1 | 265           |

## Öffentlicher Nahverkehr
Der Ort ist mit der vertakteten RufBus-Linie 35 des Verkehrsverbunds Vogtland an Bad Brambach angebunden. Am dortigen Bahnhof besteht Umsteigemöglichkeit zur Vogtlandbahn RB2 nach Plauen und Zwickau.